# Declaració d'Alma-Ata
La Declaració d'Alma-Ata es va adoptar en la Conferència Internacional d'Atenció Primària de Salut, a Almati (antiga Alma-Ata), Kazakhstan (antiga República Socialista Soviètica del Kazakhstan), del 6 al 12 de setembre de 1978. La declaració expressa la necessitat d'una acció urgent per part de tots els governs, tots els treballadors de la salut i del desenvolupament, i de la comunitat mundial per protegir i promoure la salut de totes les persones. Va ser la primera declaració internacional que va subratllar la importància de l'atenció primària de salut. Des de llavors, els països membres de l'Organització Mundial de la Salut (OMS) han acceptat l'enfocament de l'atenció primària de salut com la clau per assolir l'objectiu de “Salut per a tothom”, però només als països en desenvolupament al principi. Això es va aplicar a la resta de països cinc anys després. La Declaració d'Alma-Ata de 1978 va sorgir com una fita important del segle xx en el camp de la salut pública i va identificar l'atenció primària de salut com la clau per assolir l'objectiu de "Salut per a tothom" a tot el món.